# Chess Records
Chess Records (Чесс Рекордз) — американский лейбл звукозаписи, базировавшийся в Чикаго. Основали лейбл в 1950 году и им управляли братья Леонард и Фил Чессы. В основном компания издавала блюз, ритм-н-блюз, госпел, ранний рок-н-ролл, и иногда джазовые записи — как под баннером Chess Records, так и нескольких подлейблов, среди которых были Checker, Argo и Cadet.

## История
Братья Леонард и Фил Чессы, еврейские эмигранты из Польши, приехали в Чикаго в 1928 году. Они занимались питейным бизнесом и к 1940-м годам владели несколькими барами на юге Чикаго. В крупнейшем из них — ночном клубе «Macomba» — для развлечения посетителей работали живьём артисты, причём среди этих артистов было много блюзменов, переехавших в Чикаго из дельты Миссисипи в 30-х и 40-х годах. Братья увидели, что эти исполнители не записываются надлежащим образом, и где-то после войны начали делать записи артистов своего клуба сами. В 1947 году они основали компанию Aristocrat Record Corporation, которая в 1950 году, когда братья решили сосредоточиться на производстве музыки и ушли из питьевого/клубного бизнеса, была реорганизована в компанию Chess Recording Company. В 1952 году к основному лейблу у них добавился блюзовый подлейбл под названием Checker.
К 1954 году Chess Company уже была хорошо известной звукозаписывающей компанией, имевшей в своём активе блюзовые и ритм-н-блюзовые хиты таких популярных исполнителей, как Мадди Уотерс, Хаулин Вулф, Литл Уолтер, Сонни Бой Уильямсон, Кларенс «Фрогмэн» Генри, Джин Аммонз и Уилли Мейбон.
Как пишет Энциклопедия Чикаго, «имя Chess Records стало синонимом ритм-н-блюза»; компания «отразила в своих записях яркий новый стиль американской музыки с корнями на американском Юге, который повлиял на и вдохновил пионеров рок-н-ролла от Чака Берри до „Роллинг Стоунз“».
В 1969 году президентом компании стал сын Леонарда Чесса Маршалл, и в том же году компания была продана производителю магнитной ленты General Recorded Tape (GRT).

## Серии альбомов
- The Real Folk Blues, издавалась с 1965 по 1967 гг;
- Chess Vintage Series, издавалась с 1969 по 1975 гг.

## В кино
Фильм «Кадиллак Рекордс» (2008) рассказывает о истории компании Chess Records.